# Pedro Pablo Gorostiaga
Pedro Pablo Gorostiaga y Urrejola (Santiago del Estero, 1783 - Provincia de Santiago del Estero, 1874) fue un militar y político que desempeñó diversos cargos públicos en su provincia. Fue padre de José Benjamín Gorostiaga, destacado abogado, constituyente en 1853, ministro y presidente de la Corte Suprema de Justicia de la Nación Argentina.

## Biografía
Nació en Santiago del Estero y fue hijo del capitán José Antonio Gorostiaga y Medrano y de Bernardina Luisa Urrejola y Peñaloza. Se casó con María Bernarda Frías, hija de José de Frías, y tuvieron ocho hijos: Domingo Ignacio, Pedro Ignacio, Pastor, Patricio Justiniano, Pablo, Elisa Avelina, Rosario y José Benjamín Gorostiaga.
En 1810 integró el Batallón de Patricios Santiagueños de Juan Francisco Borges, incorporándose luego al Ejército del Norte. En marzo de 1820 fue representante del curato de Silípica y el día 31 presidió el cabildo abierto que designó a Juan Felipe Ibarra como primer gobernador de la Provincia de Santiago del Estero. En abril de ese año, fue uno de los protagonistas y firmantes de la declaración de autonomía de dicha provincia.
En 1821 fue gobernador delegado cuando Ibarra salió a combatir a las fuerzas tucumanas. Las buenas relaciones que tenía con él terminaron de mala manera en 1833, cuando fue desterrado por orden del caudillo. Murió a escasas nueve leguas de haber partido de su casa rumbo a Buenos Aires.
En su homenaje, la Escuela Pública N° 31 de la ciudad de Santiago del Estero lleva su nombre.